# Surdegsfaktor

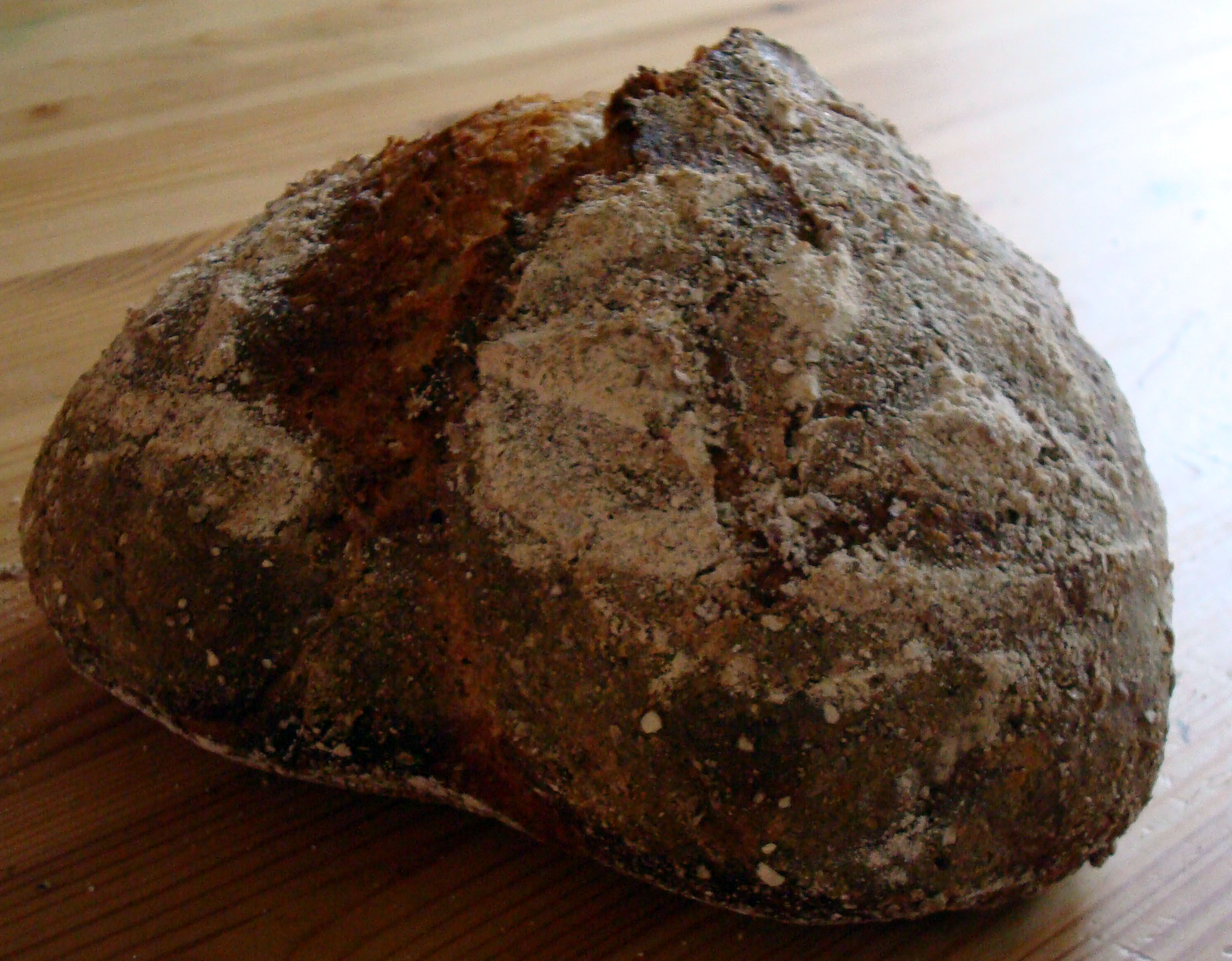
Surdegsbröd.

Surdegsfaktorn är ett svenskt nyord som syftar till en trend där män börjat baka allt mer. Svenska språkrådet definierade 2011 termen som "surdegsbrödets popularitet 
sett som uttryck för ett vidare samhällsfenomen".
Surdegsfaktorn kan specifikt syfta till en samhällstrend där männen tar en större roll i hushållsarbetet, som har varit mycket kvinnodominerat. År 1991 stod i Sverige männen för 38 procent av hemarbetet och 20 år senare, år 2011 hade denna siffra ökat till 44 procent. Enligt statistiken, tillhandahållen av Statistiska centralbyrån, lade männen inte ner mer tid, men kvinnorna lade ned mindre tid. Detta gjorde att männens andel i hushållsarbetet ökade.